# Gustav Schnack
Johan Gustav Frederik Schnack (14. december 1839 på Mallingsminde i Holbæk Amt – 7. juni 1920 i København) var en dansk officer og krigsminister.
Gustav Schnack var født 1839 på gården Mallingsminde i Holbæk Amt, som ejedes af hans fader, Otto Diderik Schnack; hans moder hed Sophie Elisabeth f. Hellmers. Efter at have gennemgået Sorø Akademi blev han student 1858 og kom 1861 på Den kongelige militære Højskole, hvorefter han i 1863 blev sekondløjtnant i artilleriet med aldersorden fra 1861. Under krigen 1864 gjorde han tjeneste ved 2. fæstningskompagni i Fredericia, medens han senere var ansat ved 1. batteri. Ved den endelige afgang fra Højskolen i 1866 kom Schnack til 1. artilleriregiment og blev, efter i 1867 at være avanceret til premierløjtnant, samme år ansat ved artilleristaben, idet han blev medlem af kommissionen for skydning med riflet skyts og fra 1868-72 var virksom i forsøgskommissionen. Fra 1872-75 var han ved 1. artilleribataljon og kom derefter til 1. artilleriregiment. I 1874 blev han ansat som lærer i teknisk mekanik ved Officersskolens ældste klasse og fik 1876 tillige ansættelse som lærer i teknologi og maskinlære for den samme klasse, hvilke stillinger han beklædte til 1882. Udnævnt til kaptajn og chef for 10. (senere for 5.) batteri i 1879 blev han tillige medlem af flere kommissioner under artilleriet, formand i 1. artilleriregiments mønstringskommission og fra 1883 medlem af Artillerikomitéen, medens han i 1885 sendtes til Østrig for at overvære troppemanøvrer i Bøhmen og fra 1882-84 var forstander for Artilleriets Skydeskole.
I 1886 udnævntes Schnack til chef for Krigsministeriets 2. departement og udfoldede i denne stilling en betydelig virksomhed, bl.a. under de overvejelser og arbejder, der stod i forbindelse med Københavns Befæstning, ligesom han som Krigsministeriets delegerede indtrådte i den under Ministeriet for Kirke- og Undervisningsvæsenet nedsatte kommission til udarbejdelse af forslag til ordningen af forholdet mellem Staten og Københavns Kommune med hensyn til byens fælleder samt om afgivelse af grund til et nyt Frederiks Hospital og til overvejelse og undersøgelse af de spørgsmål, der angik iværksættelsen af forskellige fra regeringens side påtænkte byggeforetagender (Rigshospitalet og en kaserne for Gardehusarregimentet og en kaserne for Ingeniørregimentet). Som departementschef udnævntes han i 1889 til oberstløjtnant og i 1895 til oberst.
25. april 1896 afløste Schnack generalløjtnant C.A.F. Thomsen som krigsminister i ministeriet Reedtz-Thott og virkede som sådan, indtil dette ministerium 23. maj 1897 trak sig tilbage. Det var lykkedes ham at gennemføre loven af 22. marts 1897 om ordningen af Hærens Forplejningskorps. I januar 1898 blev Schnack ansat som chef for 1. artilleriregiment, og han deltog fra maj til juli 1899 som den danske regerings militære delegerede i fredskonferencen i Haag. Kort efter hjemkomsten herfra udnævntes han atter til krigsminister (28. august), i ministeriet Hørring, og overgik efter dets afgang i april 1900 i samme egenskab i ministeriet Sehested; som sådan gennemførte han loven af 7. april 1900 om opførelsen af et epidemihospital for Hær og Flåde i København, og samme år udnævntes han til generalmajor. 1901 afgik han som minister og tog samtidig afsked fra militærtjenesten. Han blev repræsentant for de Krupp'ske våbenfabrikker, hvorved han blev mellemmand ved leveringen af nyt feltskyts.
Schnack, som i 1892 blev Kommandør af Dannebrog af 2. og i 1897 af 1. grad, har i sine løjtnantsdage oversat flere af Fritz Reuters romaner til dansk, ligesom han også har været medlem af bestyrelsen for Kolind Sunds Aktieforetagende.
29. maj 1867 blev han gift med Julie Louise Clara Tenge (født 26. november 1840 i Oldenburg), datter af præsident Georg Wilhelm Christian Tenge (1797-1867) i den storhertugelig oldenborgske appellationsret og Wilhelmine Sophie Therese von Harten (1806-1888).. Efter hendes død, 5. april 1876 på Frederiksberg, blev han 30. september 1880 i Brake gift med Mathilde Elise Henriette Groninger (1841-1935), datter af dr.med. Carl Gerhard Groninger (1804-1893) og hustru Bertha Juliane Friederike f. Meyer (1811-1843).
Han døde i 1920 og er begravet på Frederiksberg Ældre Kirkegård.